# Procedimiento ilegal
Procedimiento ilegal (Stakeout) es una película estadounidense de 1987, del género comedia policíaca, con ingredientes románticos y de suspense, dirigida por John Badham. Protagonizada por Richard Dreyfuss, Emilio Estévez, Madeleine Stowe, Aidan Quinn y Forest Whitaker en los papeles principales. La película se rodó en Vancouver, Columbia Británica.
La película fue un éxito de crítica y público. Ganadora del premio BMI Film Music Award 1988 (Arthur B. Rubinstein) y del premio Edgar Allan Poe Awards 1988 a la Mejor película (Jim Kouf).
En 1993 el propio John Badham dirigió una secuela, Another Stakeout (En el punto de mira), la cual, contrariamente a la primera, fue un fracaso de crítica y público.

## Sinopsis
A los policías Chris Lecce (Richard Dreyfuss) y Bill Reimers (Emilio Estévez) se les encomienda vigilar a una mujer joven (Madeleine Stowe), cuyo exnovio (Aidan Quinn), un delincuente que se ha fugado de prisión, podría ponerse en contacto con ella. El aburrimiento durante la vigilancia se hace cada vez más insoportable, hasta que Lecce entra ilegalmente en la casa de la mujer y posteriormente la conoce. Entretanto, el preso fugado se dirige a la casa de su exnovia.

## Reparto
| Actor            | Personaje                  |
| ---------------- | -------------------------- |
| Richard Dreyfuss | Det. Chris Lecce           |
| Emilio Estévez   | Det. Bill Reimers          |
| Aidan Quinn      | Richard "Stick" Montgomery |
| Madeleine Stowe  | Maria McGuire              |
| Forest Whitaker  | Det. Jack Pismo            |
| Dan Lauria       | Det. Phil Coldshank        |
| Earl Billings    | Cap. Giles                 |
| Ian Tracey       | Caylor Reese               |
| Jackson Davies   | Lusk                       |

## Recepción
La película recibió generalmente críticas positivas, manteniendo un 87% en Rotten Tomatoes y un 6,6/10 en IMDb. La película fue número uno su primera semana. Acabó recaudando 65,6 millones de dólares y fue el octavo filme más visto de ese año en Estados Unidos.